# Antoinette Sandbach

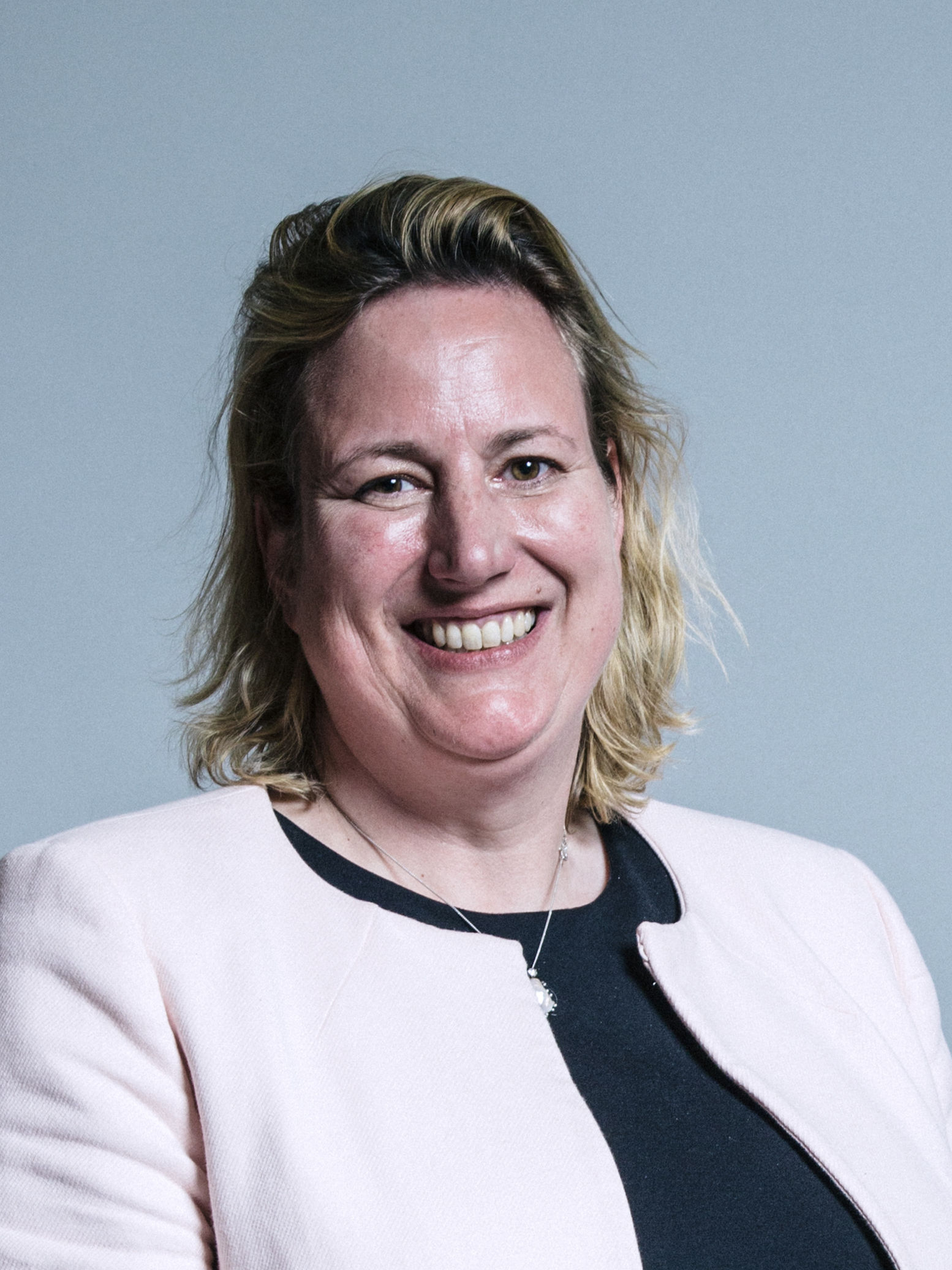
Antoinette Sandbach

Antoinette Sandbach (* 15. Februar 1969 in Hammersmith, London) ist eine britische Politikerin der Liberal Democrats, bis Oktober 2019 der Conservative Party.

## Leben
Sandbach studierte an der University of Nottingham Rechtswissenschaften. Als Rechtsanwältin ist Sandbach in London tätig. Seit 2015 ist sie Abgeordnete im Britischen Unterhaus.  Am 4. September 2019 wurde sie aufgrund ihrer parlamentarischen Opposition gegen den Brexit ohne Abkommen aus der Fraktion der Conservative Party ausgeschlossen. Im November 2019 schloss sie sich den Liberal Democrats an. Sandbach ist verheiratet und hat zwei Kinder.